# Ralph Bakshi
Ralph Bakshi, né le 29 octobre 1938 à Haïfa, Israël est un réalisateur, scénariste et producteur américain de cinéma et de télévision. Surtout actif dans le domaine de l’animation, il a également réalisé des films mêlant animation et prises de vues réelles, et un film uniquement avec acteurs.
Alors que l’industrie du cinéma d’animation était en crise durant les années 1960 et 1970 aux États-Unis, Bakshi tenta d’établir une alternative au cinéma d’animation traditionnel par des productions indépendantes et ciblant un public adulte. De 1972 à 1994, il réalisa neuf longs-métrages – cinq dont il écrivit également le scénario – qui furent distribués en salles, et supervisa dix projets destinés à la télévision en tant que réalisateur, producteur et animateur.
Après avoir commencé sa carrière au studio Terrytoons comme polisseur de cellulos, Bakshi finit par y devenir réalisateur de programmes télévisés d’animation. Il rejoignit Famous Studios en 1967 et fonda Ralph's Spot, son propre studio, en 1969. Grâce au producteur Steve Krantz (en), Bakshi réalisa en 1972 son premier long-métrage, Fritz the Cat, qui fut également le premier dessin animé à être classé X par la Motion Picture Association of America.
Bakshi, par la suite, dirigea simultanément plusieurs films d’animation, dont des œuvres d'heroic fantasy pour lesquelles il est peut-être le plus connu : Les Sorciers de la guerre (Wizards) en 1977, Le Seigneur des anneaux (The Lord of the Rings) en 1978, et Tygra, la glace et le feu (Fire and Ice) en 1983. Sa carrière en tant que réalisateur connut le creux de la vague après la sortie, en 1981, d’American Pop, qui suivait quatre générations de musiciens aux parcours parallèles à l’histoire de la musique populaire américaine. Bakshi revint dès lors à la télévision, pour laquelle il produisit la série Le Retour de Super-Souris (Mighty Mouse : The New Adventures), dont la diffusion aux États-Unis dura deux ans, avant qu’elle ne soit supprimée à la suite des protestations et de la pression de groupes de téléspectateurs qui y avaient perçu des allusions à la drogue. Le dernier long-métrage de Bakshi, Cool World, mêlait animation et prises de vues réelles ; son scénario fut fortement remanié en cours de production, et il fut mal accueilli par la critique à sa sortie, en 1992. Bakshi travailla ensuite de nouveau pour la télévision en réalisant Cool and the Crazy, uniquement avec des acteurs, et la série de science-fiction Spicy City (en).
Il a fondé la « Bakshi School of Animation and Cartooning » en 2003, et a publié un livre sur son travail en 2008. Son œuvre lui a valu plusieurs récompenses : il a été le lauréat du Gryphon d’or décerné lors du Festival du film de Giffoni (Italie) en 1980 pour Le Seigneur des anneaux, et a reçu en 1988 l’Annie pour sa « contribution marquante à l’art de l’animation » ; en 2003, un prix d’honneur – un Maverick Tribute Award – lui était remis au festival de cinéma indépendant Cinequest – le « Cinequest Film Festival » – de San José, Californie.

## Biographie

### Jeunesse et premières armes à la télévision
Ralph Bakshi est né le 29 octobre 1938 à Haïfa, Israël. En 1939, sa famille émigra à New York pour échapper à la Seconde Guerre mondiale, et c'est dans le quartier de Brownsville, arrondissement de Brooklyn, qu'il grandit. Enfant, Bakshi était passionné par les bandes dessinées et par l'art en général. Pendant son adolescence, il pratiqua également la boxe. Bakshi fréquenta d'abord Thomas Jefferson High School puis intégra School of Industrial Art, un établissement d'enseignement professionnel situé dans l'arrondissement de Manhattan qui porte aujourd'hui le nom de High School of Art and Design (en), ; il en sortit diplômé en 1957, avec une mention dans la branche bande dessinée/animation. À l'âge de 18 ans, Bakshi fut engagé comme polisseur de cellulos par les studios Terrytoons ; là il gravit progressivement les échelons, passant du poste de peintre de cellulos, à celui d'encreur, avant de finalement devenir animateur. À l'âge de 25 ans, il réalisait des programmes télévisés avec des personnages tels que Super-Souris (Mighty Mouse), Heckle et Jeckle (Heckle and Jeckle), Deputy Dawg, et Foofle.
En 1966, durant une série de réunions de lancement avec CBS, après que toutes les propositions de Terrytoons eurent été rejetées, Bakshi, qui n'avait rien préparé, suggéra l'idée d'un dessin animé parodique ayant pour personnage principal un super-héros. CBS donna le feu vert à la série, appelée The Mighty Heroes (en), et la production débuta avec Bakshi comme réalisateur. En 1967, Bakshi fut nommé à la tête de Famous Studios, le département animation de Paramount Pictures. Deux ans plus tard, il fonda Ralph's Spot, son propre studio, qu'il établit comme une alternative à ce qui se faisait habituellement dans le domaine, en produisant des films à sa manière, et en donnant un coup de pouce à la carrière d'animateur de femmes et de personnes issues de minorités ; ses employés recevaient aussi un salaire plus élevé que dans n'importe quel autre studio. Associé au producteur Steve Krantz (en), Bakshi travailla sur un certain nombre de séries télévisées à petit budget, comme Robin Fusée (Rocket Robin Hood), produite au Canada et aux États-Unis et diffusée an Amérique de 1966 à 1969, et L'Araignée (Spider-Man), diffusée de 1967 à 1970 aux États-Unis et à partir de 1977 en France,.

### Fritz the CatetHeavy Traffic
En 1971, Krantz donna son accord pour produire le premier long-métrage de Bakshi. Ensemble, ils arrêtèrent leur choix sur une adaptation de Fritz le Chat (Fritz the Cat), la bande dessinée underground à succès de Robert Crumb. Au départ, Bakshi était réticent à l’idée de la réaliser, étant donné que cela faisait plusieurs années qu’il travaillait sur des films d’animation avec des personnages animaliers et qu’il souhaitait se concentrer davantage sur des personnages humains. Pour la réalisation du film, Bakshi eut recours à plusieurs techniques d’animation expérimentales, qu’il continuera à exploiter tout au long de sa carrière, notamment l’emploi de plans en prise de vue réelle et de photographies, et le recours à des procédés d’enregistrement dans le style documentaire. Le doublage original fut assuré par Skip Hinnant, Rosetta LeNoire, John McCurry, Phil Seuling et Judy Engles. Quand il sortit, Fritz the Cat fut le premier dessin animé classé X aux États-Unis,. Ce fut également le premier film d’animation indépendant à engranger une recette de plus de 100 millions de dollars américains,.
Les critiques furent en grande partie positives. Vincent Canby, du New York Times, écrivit à propos du film : « [Il est] drôle d’un bout à l’autre […] [On y trouve] de quoi choquer à peu près tout le monde. » Dans le Hollywood Reporter, Paul Sargent Clark le qualifia de « puissant et audacieux », alors que pour Newsweek, ce n'était qu'une « une saga anodine, stupide, pro-jeunes, conçue pour secouer uniquement le box-office ». La critique du Wall Street Journal à propos du film fut mitigée, de même que celle de Cue. Plusieurs animateurs bien connus firent paraître une annonce en pleine page dans Variety pour critiquer le contenu adulte de l’œuvre ; et même Robert Crumb, créateur du personnage de Fritz, désavoua celle-ci,.
Au sujet de Fritz the Cat, Bakshi déclara que « beaucoup de gens étaient devenus dingues. Les responsables de la structure du pouvoir [...] ont pensé que j’étais un pornographe, et ils m’ont rendu les choses difficiles. C'est à des gens plus jeunes, à ceux qui pouvaient accepter les idées nouvelles, que je m’adressais. Je ne m’adressais pas au monde entier. Pour ceux qui l’ont aimé, ce fut un énorme succès ; et quant aux autres, ils voulaient tous me tuer. »
En 1973, Bakshi entama la production de Heavy Traffic, une histoire personnelle racontant la vie des rues dans les quartiers déshérités. Le film intégra dans sa réalisation bon nombre de techniques qui étaient devenues la marque de fabrique de Bakshi depuis ses débuts. Lors du tournage, celui-ci se lia très rapidement d’amitié avec le producteur Albert S. Ruddy (au cours d’une projection du Parrain), et lança l’idée de Harlem Nights, un film vaguement inspiré des Contes de l'oncle Rémus, et qui, plus tard, allait devenir Coonskin. Lorsque Steve Krantz apprit que Bakshi souhaitait travailler avec Ruddy, il lui ferma les portes du studio, ne l’autorisant à revenir achever Heavy Traffic qu’au bout de deux semaines.
Newsweek écrivit que Heavy Traffic contenait « de l’humour noir, un côté fortement grotesque, et une beauté brute particulière. Les scènes de violence et de sexualité sont explicites et les parodies de la pornographie de chair et de sang […] une célébration de la décadence urbaine. » Selon Charles Champlin, dans le New York Times, le film était « de l’énergie furieuse, on éprouve en le regardant aussi souvent de la gêne que de l’hilarité. » The Hollywood Reporter le qualifia de « choquant, scandaleux, offensant, parfois incohérent, manquant par moments d’intelligence. En même temps, c'est aussi une œuvre d’art cinématographique authentique, et Bakshi est sans doute l'animateur américain le plus créatif depuis Disney. » Grâce à Heavy Traffic, Ralph Bakshi devint aux États-Unis, depuis Walt Disney, la première personne de l’industrie du cinéma d’animation à avoir produit consécutivement deux succès commerciaux. Lors de sa sortie, le film fut toutefois censuré dans la province d’Alberta au Canada.

### CoonskinetHey Good Lookin'
Après Heavy Traffic, Bakshi mit un terme à son partenariat avec Steve Krantz et démarra son propre studio. Bakshi et Ruddy commencèrent la production de Harlem Nights avec, à l’origine, Paramount Pictures comme distributeur. Le film, qui fut par la suite rebaptisé Coonskin No More... avant de trouver son titre définitif Coonskin, avait été choisi du fait de l’intérêt porté par Bakshi à l’histoire des Afro-Américains aux États-Unis, et constituait une attaque contre le racisme et les stéréotypes raciaux. Pour la réalisation de Coonskin et celle d’un autre de ses longs métrages, Hey Good Lookin', Bakshi engagea plusieurs animateurs afro-américains, parmi lesquels Brenda Banks, qui fut la première animatrice noire américaine. La sortie de Coonskin dut être repoussée à la suite de protestations du Congress of Racial Equality, qui accusa à la fois le film et Bakshi d’être racistes,. C’est finalement Bryanston Distributing Company (en) qui se chargea de la distribution au lieu de la Paramount, et cette dernière annula un autre projet que Bakshi et Ruddy étaient occupés à développer : The American Chronicles.
Ralph Bakshi utilise fréquemment la rotoscopie dans ses films, notamment dans American Pop, entièrement réalisé avec cette technique.
Il vit actuellement à Santa Fe où il peint.

## Filmographie

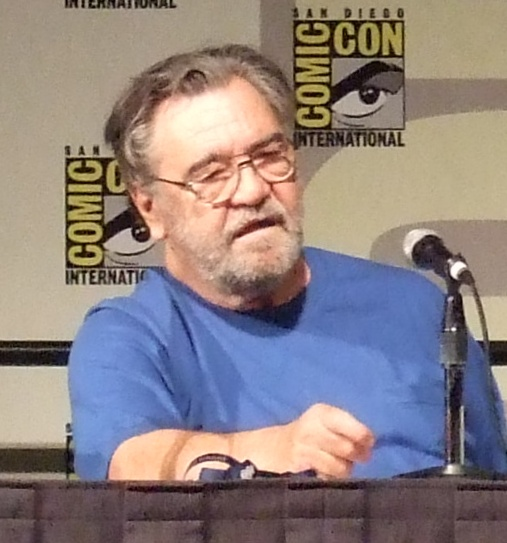
Ralph Bakshi lors du Comic-Con de San Diego
le 26 juillet 2008.

### Longs métrages
- 1972 : Fritz le Chat (Fritz the Cat)
- 1973 : Flipper City (Heavy Traffic)
- 1974 : Coonskin
- 1977 : Les Sorciers de la guerre (Wizards)
- 1978 : Le Seigneur des Anneaux (The Lord of the Rings)
- 1981 : American Pop
- 1982 : Hey Good Lookin'
- 1983 : Tygra, la glace et le feu (Fire and Ice)
- 1992 : Cool World
- 2015 : Last Days of Coney Island (en)

### Télévision
- 1957 : James Hound, série animée (seulement certains épisodes ; réalisateur et animateur)
- 1957 : Heckle and Jeckle, série animée (seulement certains épisodes ; réalisateur et animateur)
- 1959 : Deputy Dawg, série animée (réalisateur)
- 1959 : Foofle (seulement certains épisodes ; réalisateur et animateur)
- 1962 : Lariat Sam (seulement certains épisodes ; réalisateur et animateur)
- 1965 : Sad Cat (seulement certains épisodes ; réalisateur)
- 1966 : The Mighty Heroes (en), série animée (réalisateur)
- 1967 : L'Araignée (Spider-Man), série animée (seulement certains épisodes ; réalisateur)
- 1987 : Mighty Mouse: The New Adventures, série animée (seulement certains épisodes ; réalisateur, scénariste, producteur)
- 1988 : Christmas in Tattertown, téléfilm (réalisateur, scénariste, producteur)
- 1989 : This Ain't Bebop (réalisateur, scénariste, producteur)
- 1989 : The Butter Battle Book, téléfilm (réalisateur, scénariste, producteur)
- 1989 : Hound Town (réalisateur)
- 1994 : Cool and the Crazy (réalisateur, scénariste, producteur)
- 1997 : Malcolm and Kevin (réalisateur, scénariste, producteur)
- 1997 : Babe, He Calls Me, film en prises de vue réelles (réalisateur, scénariste, producteur)
- 1997 : Spicy City (en), série animée (seulement certains épisodes ; réalisateur, producteur)
- 2003 : Ren & Stimpy “Adult Party Cartoon”, série animée (doublage dans un épisode)

## Héritage
La disponibilité du travail de Bakshi sur Internet a suscité un regain d'intérêt pour sa carrière, ce qui a donné lieu à une rétrospective de trois jours à l'American Cinematheque (en) qui s'est tenue au Grauman's Egyptian Theatre à Hollywood et à l'Aero Theater (en) à Santa Monica, en Californie, en avril 2005. Unfiltered: The Complete Ralph Bakshi, un livre à couverture rigide sur l'art de Bakshi, est sorti le 1er avril 2008. L'avant-propos a été écrit par Quentin Tarantino et la postface par Bakshi. Ses techniques de rotoscopie dans Le Seigneur des anneaux ont inspiré les techniques de rotoscopie d'animation du film indépendant The Spine of Night (en) , dans lequel l'animateur a développé son propre style de rotoscopie en regardant des images des coulisses de l'entrepôt de Bakshi et en les rétro-concevant. Billie Eilish a eu l'idée d'une version animée d'elle-même pour le film de concert Happier Than Ever: A Love Letter to Los Angeles (en) (qui est une promotion pour l'album du même nom ) et a suggéré au réalisateur Patrick Osborne que le personnage devrait avoir un look des années 1980 et une animation de type rotoscopie. Eilish a fait référence aux travaux de Bakshi et de l'animateur Richard Williams. 
Gore Verbinski a commenté Bakshi et a montré qu'il s'était inspiré de lui lors d'une interview dans The Hollywood Reporter pour son premier film d'animation, Rango, en disant : « Qu'est-il arrivé aux Ralph Bakshi du monde ? Nous sommes tous assis ici à parler de divertissement familial. L'animation doit-elle être un divertissement familial ? Le public veut quelque chose de nouveau ; il ne peut tout simplement pas articuler quoi. » 
Le 12 janvier 2014, au Théâtre égyptien d'Hollywood, il y a eu une projection spéciale du film de Bakshi, American Pop, en présence des acteurs Ron Thompson (en) et Mews Small.  C'était la première fois que l'acteur principal Ron Thompson présentait le film devant un public en direct. 
Au cinéma Aero de Santa Monica, en Californie , le 27 mars 2015, il y a eu une projection de Heavy Traffic et American Pop en présence de Bakshi, Ron Thompson et Mews Small.  Du 17 au 26 février 2023, toute la filmographie théâtrale de Bakshi a été projetée au Tinker Street Cinema, situé à Woodstock, New York . 
Fritz le chat a également été qualifié de film d'art animé.

## Sources
- (en) Cet article est partiellement ou en totalité issu de l’article de Wikipédia en anglais intitulé « Ralph Bakshi » (voir la liste des auteurs). Références de l'article original listées ci-dessous.
- (en) Ralph Bakshi, Draw What You Want To Draw, sur Animation World Network, no 4.4 (1999), consulté le 27/4/2007.
- (en) Michael Barrier, « The Filming of Fritz the Cat : Up from Brownsville » dans Funnyworld, no 14 (1972/73), consulté le 29/12/2006.
- (en) Michael Barrier, « The Filming of Fritz the Cat : Coast to Coast Animation » dans Funnyworld, no 15 (automne 1973), consulté le 2/3/2007.
- (en) Michael Barrier, « The Filming of Fritz the Cat : Feedback from R. Crumb », dans Funnyworld, no 15 (automne 1973), consulté le 2/3/2007.
- (en) Jerry Beck, The animated movie guide, Chicago, Chicago Review Press, 2005 [détail des éditions] (ISBN 978-1-55652-591-9).
- (en) Julie Bernstein, « Bakshi, Ralph », The Leonard Lopate Show - Ralph Bakshi, Animation Pioneer, New York, avril 2008 (interview radiophonique), consulté le 19/4/2008.
- (en) Biographie de Ralph Bakshi en ligne, consultée le 23 janvier 2007
- (en) Tom Buckley, « Ralph Bakshi, an immigrant's son, looks back », dans The New York Times (20 février 1981), consulté le 7 février 2007
- (en) Karl Cohen, Forbidden animation : censored cartoons and blacklisted animators in America, Jefferson, N.C, McFarland & Co, 1997, 230 p. [détail des éditions] (ISBN 0-7864-0395-0)
- (en) John A. Gallagher, The Directors Series : Interview with Ralph Bakshi (Part Two), Google Video (vidéo), consulté le 3 décembre 2007
- (en) R Crumb et Gary Griffith, R. Crumb : conversations, Jackson, University Press of Mississippi, coll. « Conversations with Comic Artists », 17 mai 2004, 244 p. (ISBN 978-1-57806-637-7, lire en ligne)
- (en) « Who flamed Roger Rabbit? », dans The Guardian, 11 août 2006, consulté le 29 décembre 2006
- (en) Darius James, That's blaxploitation! : roots of the baadasssss 'tude (rated X by an all-whyte jury), New York, St. Martin's Griffin / First Edition, 15 novembre 1995, 224 p. (ISBN 978-0-312-13192-0)
- (en) Stefan Kanfer, Serious business : the art and commerce of animation in America from "Betty Boop" to "Toy story", New York, Da Capo Press, 2000 (ISBN 978-0-306-80918-7).
- (en) Jeff Lenburg, Who's who in animated cartoons : an international guide to film & television's award-winning and legendary animators, New York Milwaukee, WI, Applause Theatre & Cinema Books Hal Leonard Corp. distributor, 2006, 381 p. [détail des éditions] (ISBN 1-55783-671-X, lire en ligne).
- (en) Leonard Maltin et Jerry Beck, Of Mice and Magic : A History of American Animated Cartoons, Revised Edition, Plume, décembre 1987 (1re éd. 1980), 496 p. [détail des éditions] (ISBN 978-0-452-25993-5).
- (en) Steven Puchalski, Slimetime : a guide to sleazy, mindless movies, Manchester, Headpress/Critical Vision, 9 janvier 2002, 2e éd., 384 p. (ISBN 978-1-900486-21-7, lire en ligne).
- (en) Jake Rossen, Superman vs. Hollywood : how fiendish producers, devious directors, and warring writers grounded an American icon, Chicago, Ill, Chicago Review Press, 2008, 339 p. (ISBN 978-1-55652-731-9, lire en ligne).
- (en) Pat Saperstein, « Producer Krantz dies at 83 », dans Variety (9 janvier 2007), consulté le 10/1/2007.
- (en) Tom Sito, Drawing the line : the untold story of the animation unions from Bosko to Bart Simpson, Lexington, University Press of Kentucky, 2006, 440 p. (ISBN 0-8131-2407-7).
- (en) Charles Solomon, Enchanted drawings : the history of animation, New York, Alfred A. Knopf, 1989, 322 p. [détail des éditions] (ISBN 0-394-54684-9).
- (en) Television/radio Age, Television Editorial Corp., 1969.